# Lola B2K/10
Chronologie des modèles
Lola B98/10 Lola B2K/40
La Lola B2K/10/10 est une voiture de course de catégorie Le Mans Prototype développée et construite par Lola Cars. Un total de 6 châssis ont été construits.

## Pilotes
- Phil Andrews
- Terry Borcheller (2000)
- Claude Bourbonnais (2000)
- Lilian Bryner (2000)
- Enzo Calderari (2000)
- Tom Coronel (2000)
- Mike Durand
- Clint Field
- Joel Field
- Jon Field (2000)
- Jürgen von Gartzen (2000)
- Oliver Gavin (2000)
- Alan Heath (2000)
- Justin Keen
- Ralf Kelleners (2000)
- Franz Konrad (2000)
- Peter Kox (2000)
- Jan Lammers (2000)
- Benjamin Leuenberger (3)
- Calum Lockie
- Butch Leitzinger (2000)
- Pierluigi Martini (2000)
- Sascha Maassen (2000)
- Dirk Müller (2000)
- Emanuele Naspetti (2000)
- Mark Neuhaus
- Didier de Radigues (2000)
- Mimmo Schiattarella (2000)
- Dorsey Schroeder (2000)
- Scott Schubot (2000)
- Mark Simo (2000)
- Norman Simon (2000)
- Charles Slater (2000)
- Rick Sutherland (2000)
- Christian Vann
- Andy Wallace (2000)
- James Weaver (2000)
- Bob Wollek (2000)